# Serafinów
Serafinów (prononciation : [sɛraˈfinuf]) est un village polonais de la gmina de Koźmin Wielkopolski dans le powiat de Krotoszyn de la voïvodie de Grande-Pologne dans le centre-ouest de la Pologne.
Il se situe à environ 7 kilomètres à l'ouest de Koźmin Wielkopolski (siège de la gmina), à 14 kilomètres au nord-ouest de Krotoszyn (siège du powiat) et à 70 kilomètres au sud-est de Poznań (capitale régionale).

## Histoire
De 1975 à 1998, le village faisait partie du territoire de la voïvodie de Kalisz.

Depuis 1999, Serafinów est situé dans la voïvodie de Grande-Pologne.